# Miguel Ángel Moreno Mendoza
Miguel Ángel Moreno Mendoza (2 de marzo de 1977) es un deportista salvadoreño que compitió en judo. Ganó dos medallas de bronce en el Campeonato Panamericano de Judo, en los años 1999 y 2000.

## Palmarés internacional
| Campeonato Panamericano | Campeonato Panamericano  | Campeonato Panamericano | Campeonato Panamericano |
| Año                     | Lugar                    | Medalla                 | Categoría               |
| ----------------------- | ------------------------ | ----------------------- | ----------------------- |
| 1999                    | Montevideo (Uruguay)     | Medalla de bronce       | –66 kg                  |
| 2000                    | Orlando (Estados Unidos) | Medalla de bronce       | –66 kg                  |